# Форт-Кент
Форт-Кент (англ. Fort Kent) — город, расположенный в штате Мэн, в округе Арустук. В 2011 году в Форт-Кенте был проведён этап Кубка мира по биатлону.

## Население
По переписи переписи 2000 его население составляло 4233 жителя. По некоторым оценкам 62 % населения говорит по-французски.